# Rugeley
Rugeley of Rudgeley is een civil parish in het Engelse kiesdistrict Staffordshire. Het ligt tussen de steden Stafford, Cannock en Lichfield, en wordt doorkruist door de rivier de Trent en het Trent and Mersey Canal. Rugeley's zusterstad is Western Springs, in Illinois, de Verenigde Staten.
In 1855 haalde het dorp nationaal de kranten door de lokale gifmoordenaar, William Palmer, die in staat van beschuldiging werd gesteld van moord. In 1856 werd hij opgehangen in de gevangenis van Stafford.